# Biblioteka Narodowa i Archiwum Bhutanu
Biblioteka Narodowa i Archiwum Bhutanu – biblioteka narodowa w Thimphu w Butanie.

## Historia
Biblioteka Narodowa Bhutanu została założona w 1967 roku i mieściła się w siedzibie rządu Tashichhoe Dzong w Thimphu. Pierwszym dyrektorem biblioteki został mnich Lopen Geshe Tshewang, który pełnił równocześnie funkcję dyrektora Muzeum Narodowe w Paro. Początkowo zbiory były niewielkie, ale gdy się powiększyły biblioteka została przeniesiona do innego budynku. W 1973 roku dyrektorem został Pema Tshewang. W 1980 roku na parterze biblioteki założył on drukarnię z ręczną maszyną typograficzną oraz księgarnię przy głównej ulicy w której były sprzedawane teksty religijne wydawane przez Bibliotekę Narodową. Minister Spraw Wewnętrznych Lyonpo Tamzhing Jagar pragnąc zapewnić odpowiednie warunki do przechowywania cennych dokumentów podjął decyzję o budowie czterokondygnacyjnego tradycyjnego budynku, przypominającego bhutańską świątynię dzonga. Otwarcie nowej siedziby biblioteki miało miejsce 23 listopada 1984 roku z udziałem ówczesnego ministra komunikacji i turystyki Lyonpo Sangye Penjora. Ponieważ miały tam być przechowywane księgi religijne budynek został poświęcony jako świątynia przez Dilgo Khyentse Rinpocze. Koszty budowy zostały pokryte przez rząd Bhutanu.
W latach 1996–2010 dzięki wsparciu Duńskiej Agencji Rozwoju Danida biblioteka podjęła współpracę z Biblioteką Królewską w Kopenhadze. W ramach realizowanego projektu skatalogowano, zbadano i przeprowadzono konserwację książek bhutańskich i tybetańskich w Bibliotece Narodowej oraz świątyniach i klasztorach Bhutanu. W kwietniu 2002 roku została uruchomiona strona internetowa. W czerwcu 2005 roku oddano budynek Archiwum i biblioteka zmieniała nazwę na  Biblioteka Narodowa i Archiwum Bhutanu. W 2008 roku została zakończona przeprowadzka do nowego budynku administracyjnego, w którym oprócz biur umieszczono księgarnię, dział mikrofilmów, kolekcję książek zagranicznych, sale konferencyjne i seminaryjne. 

## Zbiory
Podczas kadencji Lopen Pemala zbiory biblioteki powiększono o teksty religijne. W 1984 roku biblioteka posiadała zbiór rzeźbionych klocków do reprodukcji tekstów religijnych liczący 4000 sztuk, w większości przeniesionych z klasztorów. Przygotowywano również nowe egzemplarze i wykorzystywano je do wydania dzieł, które sprzedawano we własnej księgarni. W latach 1987–1992 wyrzeźbiono kilka tysięcy bloków. W latach 80. XX wieku dyrektor Biblioteki Kongresu New Delhi Gene Smith przekazał ponad 800 tomów indyjskich przekładów literatury buddyjskiej, a druki wydawane przez bibliotekę zostały zakupione do kolekcji południowoazjatyckiej w Bibliotece Kongresu. Pozyskane dzięki temu środki pozwoliły na zakup nowych zbiorów. W latach 80. XX wieku rozpoczęto mikrofilmowanie zbiorów.

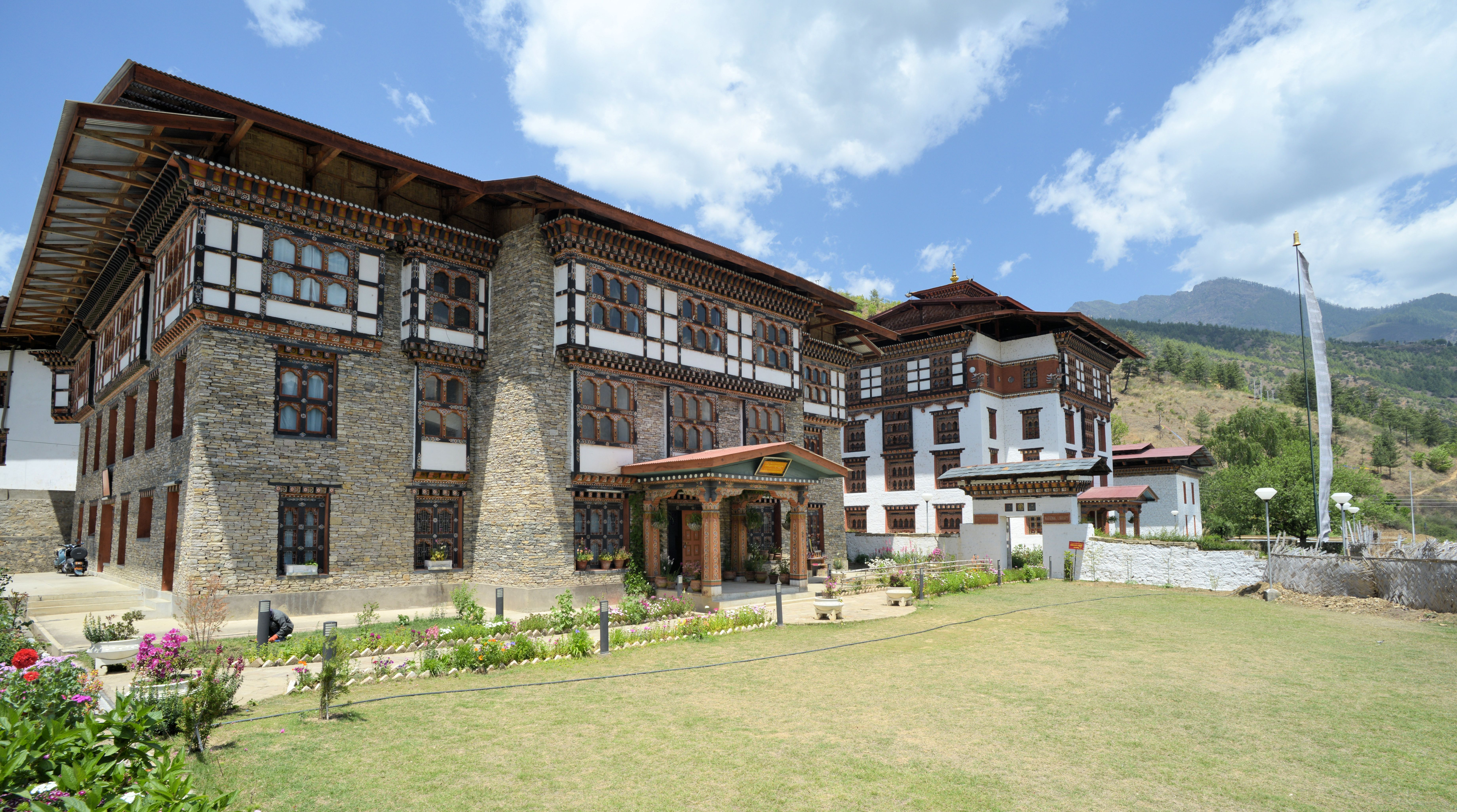
Po lewej budynek Archiwum Narodowego, a po prawej Biblioteki.

Zgodnie z ustawą z 1999 roku Biblioteka Narodowa i Archiwum Butanu mają prawo do otrzymywania egzemplarza obowiązkowego. Instytucje rządowe mają obowiązek przekazać 10 kopii wydawnictw drukowanych i 5 niedrukowanych (filmy, audiobooki, wydawnictwa elektroniczne i inne), a prywatne instytucje 4 kopie druków i 2 wydawnictw niedrukowanych. 

## Budynek

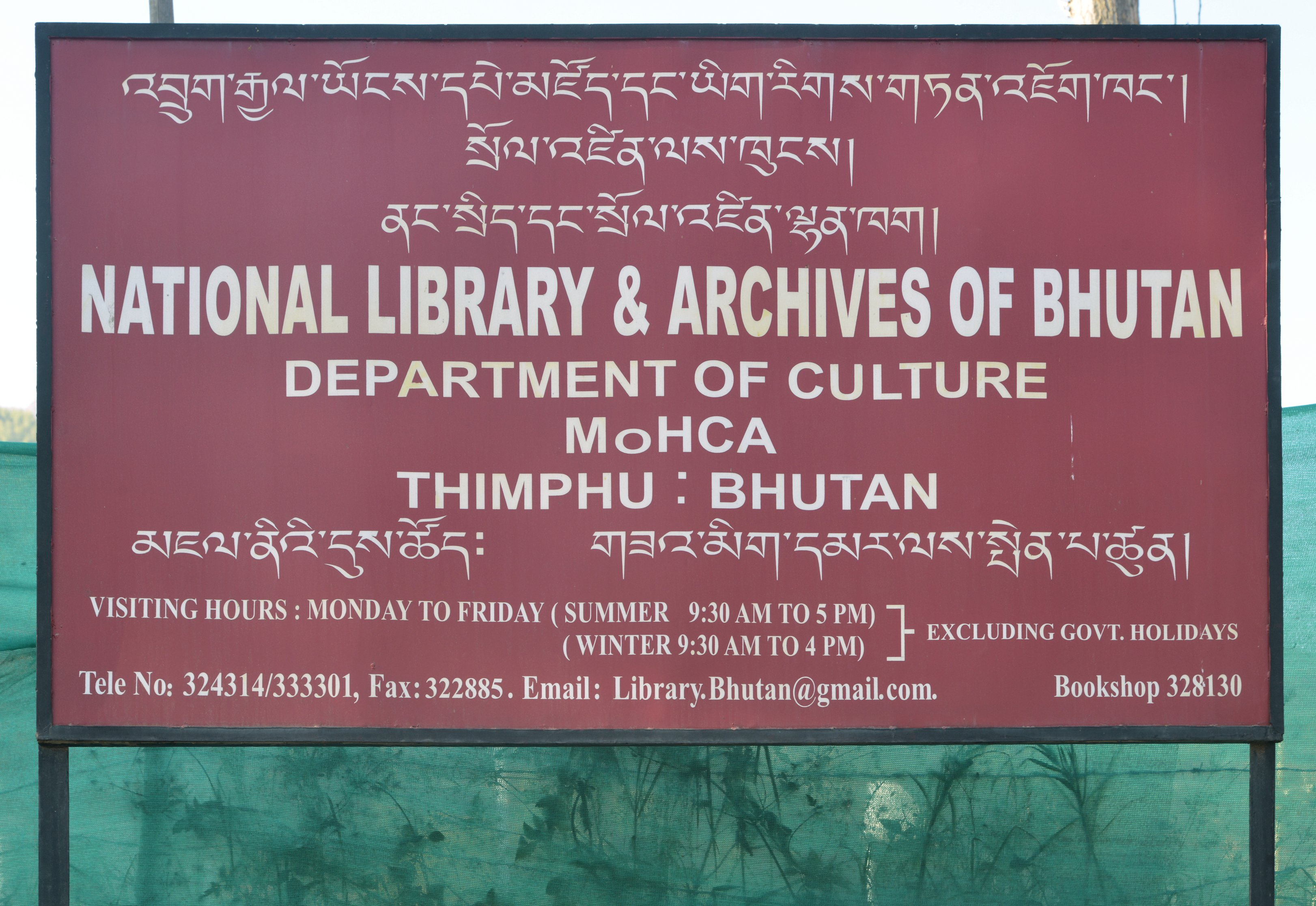
Tablica informacyjna.

Budynek główny biblioteki ma 4 kondygnacje i został otwarty w 1984 roku. Obok niego od strony południowej znajduje się budynek administracyjny, a po północnej mający 2 kondygnacje budynek Archiwum w którym umieszczono najrzadsze i najcenniejsze zbiory. Po oddaniu w 2008 roku budynku administracyjnego przeprowadzono reorganizację w budynku głównym, a w 2010 roku rozpoczęto jego remont. Wymieniono wówczas instalację elektryczną i zainstalowano lepsze oświetlenie. Podjęto wtedy decyzję, że ze względu na ochronę przeciwpożarową należy zastąpić tradycyjne lampki zapalane na ołtarzykach w specjalne dni miesiąca świecami elektrycznymi. Odmalowano wnętrze budynku stosując tradycyjne ozdobne fryzy na ścianach, kolumnach nośnych i belkach poprzecznych, a poprzeczne belki sufitowe zostały dodatkowo ozdobione mantrami zapisanymi ozdobnym pismem Lantsa. Prace zakończono w 2011 roku.

## Dyrektorzy
- Geshe Tshewang (1967–1973)[1]
- Lopen Pemala (1973 do 1993)[1]
- Sangay Wangchug (1993–1999)[1]
- Mynak R.Tulku (1999–2004)[1]
- Dordże Chering (2005–2007)[1]
- Gyonpo Tshering (2007–2010)[1]
- Harka B.Gurung (od 2010 )[1]